# Hồ Ngọc Nhường
Hồ Ngọc Nhường (sinh ngày 27 tháng 12 năm 1922) là chính khách Việt Nam, Bộ trưởng Chủ nhiệm Văn phòng Chính phủ, Chủ tịch Ủy ban nhân dân Tỉnh Khánh Hòa
Hồ Ngọc Nhường sinh ngày 27 tháng 12 năm 1922, quê quán xã Lương Sơn, thành phố Nha Trang, tỉnh Khánh Hòa.
Sau năm 1954 ông tập kết ra bắc, hoạt động trong lĩnh vực quản lý giáo dục, làm Hiệu phó Trường Đại học kinh tế quốc dân (1959), Hiệu trưởng Trường Đại học kinh tế quốc dân (1963 – 1968), Vụ trưởng Vụ Đại học THCN Ban Khoa giáo Trung ương.
Sau năm 1975 ông chuyển về quê công tác, đảm nhận chức vụ Phó Chủ tịch, Chủ tịch UBND tỉnh Phú Khánh kiêm Chủ nhiệm Ủy ban Kế hoạch tỉnh. Năm 1983 ông đã ra thăm quần đảo Trường Sa lúc đó thuộc địa phận tỉnh Phú Khánh đặt mốc chủ quyền của Nhà nước Việt Nam tại đây.
Năm 1981 ông được bầu làm Ủy viên Ủy ban Kinh tế và Ngân sách của Quốc hội. Năm 1983 ông được bổ nhiệm làm Phó Chủ nhiệm Ủy ban Kế hoạch Nhà nước, Bộ trưởng, Chủ nhiệm Văn phòng Hội đồng Bộ trưởng (4/1987).
Sau đó ông quay lại chức vụ Chủ tịch UBND tỉnh Khánh Hòa (1990 – 1993).
Ông được Nhà nước tặng thưởng Huân chương Độc lập hạng Ba năm 2012.